# Macromia sombui
Macromia sombui – gatunek ważki z rodziny Macromiidae.